# Manuel Casas
Manuel Gonzalo Casas (n. Arroyito, Córdoba, Argentina; 14 de abril de 1911-f. Córdoba, ídem; 7 de noviembre de 1981) fue un profesor y filósofo argentino.

## Biografía
Cursó Humanidades en el Instituto de la Inmaculada Concepción, en Santa Fe, donde se graduó de licenciado. Hasta 1947 residió en San Francisco y al año siguiente se radicó en San Miguel de Tucumán.
Fue profesor del Gymnasium Universitario y de la Escuela Sarmiento, a la que dirigió de 1949 a 1952, así como miembro de la comisión Provincial de Bellas Artes. Desde ella impulsó la revista Norte. Dictó la cátedra Introducción a la Filosofía en el Instituto Miguel Lillo y en la Facultad de Filosofía y Letras de la Universidad Nacional de Tucumán (UNT). 
Estuvo en el elenco fundador de los "Cursos de Filosofía tomista", que serían antecedente de la actual Universidad del Norte Santo Tomás de Aquino. Fue catedrático de la Universidad Nacional de Córdoba, de la Universidad Nacional de Cuyo, y de la Universidad Mayor de San Andrés, en La Paz (Bolivia), así como profesor disertante en numerosas casas de estudio argentinas.
Puede considerarse, más allá de legítimas disidencias, que "Introducción a la Filosofía" es su libro de mayor importancia, y su impacto entre los lectores de obras en idioma español, fue muy notable en su momento. La crítica lo recibió muy bien, y entre los comentarios elogiosos que diversas personas muy destacadas hicieron a su respecto, cabe resaltar la del Padre Jesuita Leonardo Castellani, Doctor en Teología por la Universidad Gregoriana, y en Filosofía por la Sorbona.
Dirigió la Biblioteca de Filosofía de la editorial Troquel. Frecuentó igualmente la poesía, la crítica literaria y el periodismo.

## Obras
- Santo Tomás y la filosofía existencial (1948)
- Introducción a la Filosofía (1954), Editorial Gredos; Madrid; 4 ediciones
- Sciacca
- "Universidad, filosofía y docencia"
- Introducción al pensamiento real (1979)
- El ser de América (1984), póstumo.

- Datos: Q5992600